# جان بول سالومي
جان بول سالومي (بالفرنسية: Jean-Paul Salomé)‏ (و. 1960 – م) هو كاتب سيناريو، ومخرج سينمائي، وممثل من فرنسا . ولد في باريس .

## روابط خارجية
- جان بول سالومي على موقع IMDb (الإنجليزية)
- جان بول سالومي على موقع ألو سيني (الفرنسية)
- جان بول سالومي على موقع أول موفي (الإنجليزية)
- جان بول سالومي على موقع قاعدة بيانات الأفلام السويدية (السويدية)
- جان بول سالومي على موقع قاعدة بيانات الفيلم (الإنجليزية)
- جان بول سالومي على موقع كينوبويسك (الروسية)